# Qessehā
Qessehā (in persiano قصه‌ها‎, lett. "Storie") è un film del 2014 diretto da Rakhshan Banie'temad. Ha vinto il premio Osella per la migliore sceneggiatura alla 71ª Mostra internazionale d'arte cinematografica di Venezia.